# Salomon Moos

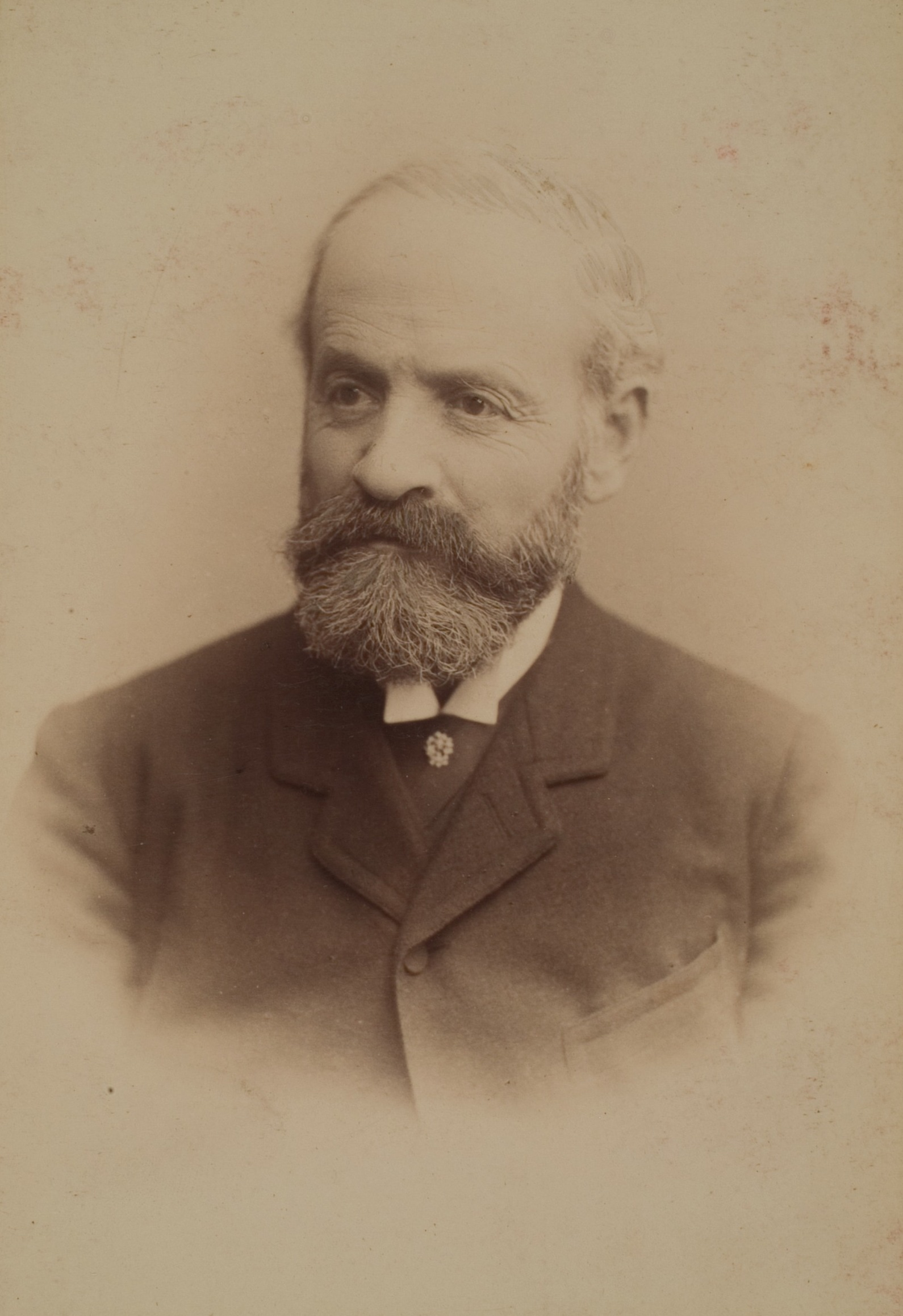
Salomon Moos

Salomon Moos (* 15. Juli 1831 in Randegg; † 15. Juli 1895 in Heidelberg) war ein deutscher Mediziner, der vor allem über Erkrankungen des Innenohrs forschte. 
Moos studierte ab 1851 Medizin an der Universität Heidelberg, wo er nach Studienaufenthalten in Prag und Wien 1856 promoviert wurde. 1869 war er Mitbegründer der Zeitschrift Archiv für Augen- und Ohrenheilkunde, deren otologische Abteilung er leitete. 1878 trennten sich die Fachgebiete und in der Folge gab er die Zeitschrift für Ohrenheilkunde bis unmittelbar vor seinem Tod heraus. Im Jahr 1887 wurde er zum Mitglied der Leopoldina gewählt.